# الکساندرا، اوپال ویوودشیپ
الکساندرا، اوپال ویوودشیپ (به لاتین: Aleksandrów, Opole Voivodeship) یک منطقهٔ مسکونی در لهستان است که در Gmina Praszka واقع شده‌است.